# Thomas der Slawe

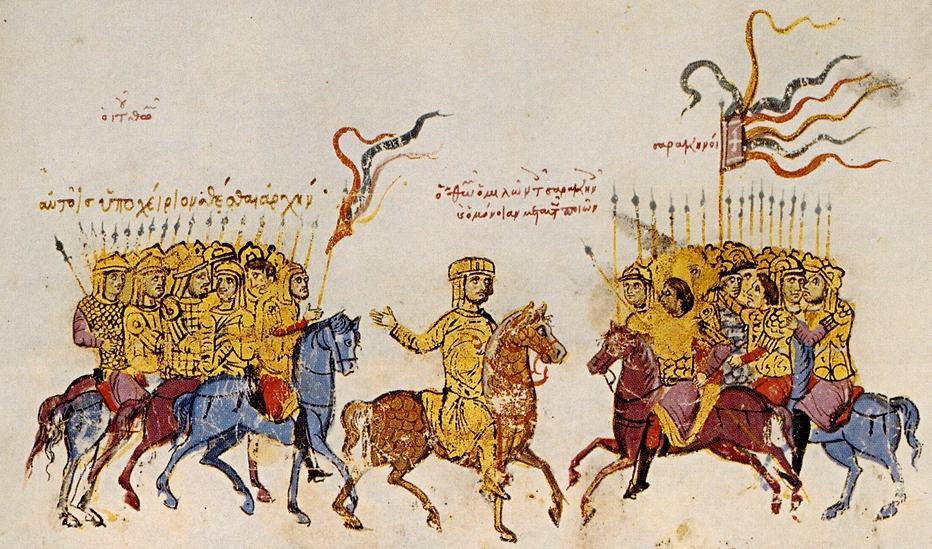
Thomas der Slawe verhandelt mit den Arabern (Miniatur aus der Madrider Bilderhandschrift des Skylitzes)

Thomas (griechisch Θωμάς, † Oktober 823 in Arkadiopolis), in der Neuzeit mit dem Beinamen der Slawe bedacht, war von 821 bis zu seinem Tod byzantinischer Gegenkaiser.

## Leben
Thomas war ein höherer byzantinischer Offizier (Turmarch). Nachdem Kaiser Leo V. infolge einer Verschwörung des Generals Michael ermordet wurde, der daraufhin als Michael II. den byzantinischen Thron bestieg, erhob sich Thomas in Kleinasien gegen ihn. Nachdem Thomas einige kaisertreue Generäle besiegt und sich mit den Arabern unter Kalif al-Ma'mūn verständigt hatte, gewann er rasch Anhänger, zumal er als Beschützer der Armen auftrat und sich, wie Leo V., im Osten des Reichs auf Rückhalt im erstarkenden Paulikianertum stützen konnte.
Thomas, der sich angeblich als Konstantin VI. ausgab, ließ sich zum Kaiser krönen – zwei seiner Anhänger erhob er unter den Namen Konstantios und Anastasios nacheinander zu Mitkaisern – und belagerte ab Ende 821 erfolglos Konstantinopel. Als 822 der von Kaiser Michael II. zu Hilfe gerufene Bulgarenkhan Omurtag intervenierte, gewann Michael wieder an Boden. Im Frühjahr 823 wollte Thomas die Belagerung wieder aufnehmen, wurde aber im Mai von Michaels Truppen geschlagen. Dieser drängte Thomas auf einige wenige feste Plätze in Thrakien zurück. Schließlich wurde Thomas, der in Arkadiopolis in Thrakien von Michaels Truppen belagert wurde, im Oktober 823 von seinen eigenen Männern ausgeliefert und gepfählt; sein Mitregent Anastasios erlitt das gleiche Schicksal. Zwei Unterstützer des Thomas, Choireas und Gazarenos Koloneiates, konnten sich bis März 824 in Kleinasien halten. Der Aufstand des Thomas scheiterte, aber er hinterließ ein militärisch geschwächtes Reich. Etwa gleichzeitig eroberten die Araber, den Bürgerkrieg der Byzantiner ausnutzend, die Insel Kreta.
Der dreijährige Bürgerkrieg zählte zu den schlimmsten in der byzantinischen Geschichte. Eine Beurteilung von Thomas wird durch die Quellen erschwert, die allesamt tendenziös sind. Thomas wird als Ikonenverehrer dargestellt (siehe Byzantinischer Bilderstreit), was aber umstritten ist, zumal der Bilderstreit in der Auseinandersetzung zwischen Thomas und Michael wohl keine Rolle gespielt hat.